# Hafen (Osnabrück)
Hafen, Osnabrück-Hafen – dzielnica miasta Osnabrück w Niemczech, w kraju związkowym Dolna Saksonia.